# Yaaxkumukia ephemera
Yaaxkumukia ephemera är en skalbaggsart som beskrevs av Moron och Nogueira 1998. Yaaxkumukia ephemera ingår i släktet Yaaxkumukia och familjen Rutelidae. Inga underarter finns listade i Catalogue of Life.